# Mark Hollis (álbum)
Mark Hollis es el único disco en solitario del líder del grupo Talk Talk, Mark Hollis. Se publicó el 2 de febrero de 1998 en Polydor Records y se reeditó en el sello Pond Life el 13 de marzo de 2000. En 2003, el álbum se editó en formato LP en Universal Records. El sonido del disco es extremadamente austero e intimista; el autor de la reseña de AllMusic considera que se trata "muy probablemente del disco más tranquilo e íntimo que se haya hecho nunca". Hollis no se inspiró en la música pop del momento, sino en la música clásica del siglo XX y el jazz de los años 50 y 60. El álbum no supuso un retorno de Hollis a la industria musical o a las actuaciones en vivo: cuando publicó el disco, Hollis indicó "no habrá ninguna gira, ni siquiera en el salón de mi casa. Este material no es adecuado para tocarlo en vivo.
El álbum se grabó como parte de un contrato por dos álbumes con Polydor, junto al disco de Talk Talk de 1991 Laughing Stock. El ingeniero de sonido Phill Brown, que grabó también el disco citado de Talk Talk, declaró que mientras que dicho disco le parecía "uno de sus mejores proyectos", pero "oscuro y claustrofóbico"; en cambio, el disco en solitario de Hollis le parecía "el polo opuesto... —abierto, reposado y por momentos increíblemente hermoso".
El 11 de octubre de 2011 Ba Da Bing Records publicó Mark Hollis en vinilo. Esta fue la primera aparición del disco en este formato en Estados Unidos.

## Concepto
"A Life (1895 - 1915)", considerada por un crítico como "la epopeya central del álbum" alude a Roland Leighton (1895–1915), un soldado y poeta inglés que estaba prometido con Vera Brittain cuando murió en la Primera Guerra Mundial. Hollis ha dicho de la canción: "He ahí alguien que nació antes del cambio de siglo y murió al año de empezar la Primera Guerra Mundial, muy joven. Se basa en el novio de Vera Brittain. Se trata de las expectativas que había en el cambio de siglo, el patriotismo que debe de haber habido al comienzo de la guerra y el desencanto que debió de cundir justo después. Fueron los cambios drásticos de estado de ánimo lo que me fascinó." La canción, de forma acorde, combina varios estilos, tempos e instrumentaciones.

## Portada
La foto de la portada, obra de Stephen Lovell-Davis, presenta un Pan de Pascua de Cerdeña, con una apariencia similar al Cordero de Dios. Hollis declaró sobre ella "me gusta cómo parece salir algo de su cabeza, me hace pensar en una fuente de ideas. También me fascina cómo están colocados los ojos. Cuando vi por primera vez la foto tuve que reírme, pero al mismo tiempo hay algo muy trágico en ella."

## Lista de canciones
| N.º   | Título                 | Escritor(es)              | Duración |  |
| 1.    | «The Colour of Spring» | Mark Hollis, Phil Ramacon | 3:52     |  |
| 2.    | «Watershed»            | Hollis, Warne Livesey     | 5:45     |  |
| 3.    | «Inside Looking Out»   | Hollis                    | 6:21     |  |
| 4.    | «The Gift»             | Hollis, Livesey           | 4:22     |  |
| 5.    | «A Life (1895 - 1915)» | Hollis, Livesey           | 8:10     |  |
| 6.    | «Westward Bound»       | Hollis, Dominic Miller    | 4:18     |  |
| 7.    | «The Daily Planet»     | Hollis, Livesey           | 7:19     |  |
| 8.    | «A New Jerusalem»      | Hollis, Livesey           | 6:49     |  |
| 46:56 |                        |                           |          |  |

## Personal
Músicos
- Mark Hollis - Voz, guitarras
- Martin Ditcham - Batería, percusión
- Chris Laurence - contrabajo
- Lawrence Pendrous - piano, armonio
- Iain Dixon - clarinete
- Tim Holmes - clarinete
- Mark Feltham - armónica
- Henry Lowther - trompeta
- Andy Panayi - flauta
- Melinda Maxwell - corno inglés
- Dominic Miller - guitarra rítmica
- Robbie McIntosh - guitarra principal
- Maggie Pollock - fagot
- Julie Andrews - fagot

Técnicos
- Phill Brown - ingeniero de sonido
- Mark Hollis - productor
- Cally and Crane - diseño
- Stephen Lovell-Davis - fotógrafo
- Keith Aspden - mánager